# Libros de Oz
Los libros de Oz forman una colección que comienza con El Maravilloso Mago de Oz, que relata la historia de la Tierra de Oz. Oz fue creada originalmente por el autor L. Frank Baum, quien escribió 14 libros sobre este mundo. La mayoría de los libros son sobre las aventuras de Dorothy y Baum -al igual que muchos autores posteriores- se llaman a sí mismos "Historiadores reales" de Oz, enfatizando el hecho de que Oz es un lugar genuino. Después de la muerte de Baum, más autores escribieron otros 26 libros "oficiales". Muchos de ellos agregan sus propios giros en la historia de Oz, el más destacado es Gregory Maguire con su versión revisionista de Wicked.
Actualmente, la compañía WadgetEye Games ha desarrollado un videojuego que reúne a varios de estos personajes en una trama de misterios, de nombre "Emerald City Confidential".

## Lista de libros de Oz "oficiales" (Los famosos catorce)

### PorL. Frank Baum
| Los libros originales por L. Frank Baum |       |                             |               |      |                  |
| Portada | Orden | Título                      | Ilustrador    | Año  | Publicista       |
| | 1     | El Maravilloso Mago de Oz   | W. W. Denslow | 1900 | George M. Hill   |
| Dorothy es arrastrada a la Tierra de Oz por un ciclón. Ahí conoce al Espantapájaros, al Leñador de Hojalata y al León Cobarde. Juntos viajan a la Ciudad Esmeralda para ver al gran Mago. También reimpreso simplemente como "El Mago de Oz" con cambios menores ocasionalmente. |       |                             |               |      |                  |
| | 2     | La Maravillosa Tierra de Oz | John R. Neill | 1904 | Reilly & Britton |
| Un niño pequeño, Tip, escapa de su malvada guardiana, la bruja Mombi, con la ayuda de su amigo de madera llamado Jack Cabezadecalabaza (traído a la vida con la magia de los Polvos de la Vida que Tip robó a Mombi) y un Caballete de madera vivo (creado con los mismos polvos). Tip termina en una aventura con el Espantapájaros y el Leñador de Hojalata, hasta que finalmente se revela su verdadera identidad. También conocido como "El País de Oz".                          |       |                             |               |      |                  |
| | 3     | Ozma de Oz                  | John R. Neill | 1907 | Reilly & Britton |
| Mientras viaja en barco a Australia con su tío Henry, la pequeña Dorothy es arrojada al mar por una tormenta. Aparece, junto a la gallina Billina, en la Tierra de Ev, que se encuentra cruzando el desierto de Oz. Junto a su nuevo amigo mecánico, Tik-Tok, deben salvar a la familia real de Ev del malvado Rey Nomo. Con la ayuda de la princesa Ozma, finalmente regresarán a Oz.                                                                                                |       |                             |               |      |                  |
| | 4     | Dorothy y el Mago en Oz     | John R. Neill | 1908 | Reilly & Britton |
| De regreso de Australia, Dorothy visita a su primo Zeb, en California. Juntos caen en una grieta hecha por un terremoto junto al caballo de Zeb (Jim) y la gatita de Dorothy (Eureka). Pronto se encontrarán con el Mago y viajarán juntos de regreso a Oz. |       |                             |               |      |                  |
| | 5     | El camino de Oz             | John R. Neill | 1909 | Reilly & Britton |
| Dorothy conoce al Hombre Andrajoso y, mientras intenta encontrar el camino a Butterfield, se pierden en un camino encantado. Mientras viajan, conocen a la hija del arcoíris, Policroma, y al niño pequeño Botón Brillante. Tienen todo tipo de extrañas aventuras en su camino a Oz. |       |                             |               |      |                  |
| | 6     | La Ciudad Esmeralda de Oz   | John R. Neill | 1910 | Reilly & Britton |
| Dorothy Gale, su tío Henry y su tía Em van a vivir a Oz, permanentemente. Mientras visitan el País Quadling, el Rey Nomo cava un túnel a través del desierto para invadir Oz. |       |                             |               |      |                  |
| | 7     | La muñeca de trapo de Oz    | John R. Neill | 1913 | Reilly & Britton |
| Un muchacho Munchkin llamado Ojo debe encontrar una cura para liberar a su tío Ti Nunkie de un hechizo mágico que lo convirtió en estatua. Con la ayuda de Retazos, una muñeca viviente hecha de retales, Ojo viaja a través de Oz en busca de la cura. |       |                             |               |      |                  |
| | 8     | Tik-Tok de Oz               | John R. Neill | 1914 | Reilly & Britton |
| Betsy Bobbin, una niña de Oklahoma, es llevada junto a su mula Hank, al Reino de las Rosas. Allí conocerá al Hombre Andrajoso y los dos intentarán rescatar al hermano de éste del Rey Nomo. El libro está basado parcialmente en el musical de Baum "El Hombre Tik-Tok de Oz", que igualmente está basado en "Ozma de Oz". |       |                             |               |      |                  |
| | 9     | El Espantapájaros de Oz     | John R. Neill | 1915 | Reilly & Britton |
| El Capi Bill y Pasitos viajan a Oz y, con la ayuda del Espantapájaros, vencerán al malvado rey Kruel de Jinxland. El Capi Bill y Pasitos ya habían aparecido previamente en otras dos novelas de Baum: "Las hadas del mar" y "La isla del cielo". Basada en parte en la película muda de 1914 "Su majestad, el Espantapájaros de Oz". |       |                             |               |      |                  |
| | 10    | Rinkitink de Oz             | John R. Neill | 1916 | Reilly & Britton |
| El príncipe Inga de Pingaree y el rey Rinkitink y sus compañeros tendrán aventuras que los llevarán a la tierra de los Nomos y, eventualmente, a Oz. Este libro sólo sucede en Oz al final, ya que Baum originalmente lo escribió como un libro ajeno a Oz titulado "El rey Rinkitink"; después lo reescribiría. |       |                             |               |      |                  |
| | 11    | La princesa perdida de Oz   | John R. Neill | 1917 | Reilly & Britton |
| Todos están preocupados por la desaparición de Ozma, la gobernante de Oz. Al darse cuenta de su desaparición, 4 grupos son enviados en su búsqueda, uno por cada país de Oz. La mayor parte del libro es sobre los esfuerzos de Dorothy y el Mago en buscarla. Mientras tanto, Cayke la Cocinera de Galletas descubre que su horno mágico en que hornea sus famosas galletas ha sido robado. Junto al señor Rana, abandona su montaña en el país de los yips para encontrar su horno. |       |                             |               |      |                  |
| | 12    | El hombre de hojalata de Oz | John R. Neill | 1918 | Reilly & Britton |
| El leñador de hojalata, Nick Chopper, se reúne inesperadamente con su antiguo amor Munchkin, Nimmie Amee, de cuando aún era de carne y hueso. Además, Nick descubrirá a otro hombre de hojalata, el capitán Fyter, y a su monstruo estilo Frankenstein: Chopfyt, hecho de partes combinadas por el hojalatero Ku-Klip. |       |                             |               |      |                  |
| | 13    | La Magia de Oz              | John R. Neill | 1919 | Reilly & Lee     |
| Ruggedo, el Rey Nomo, intenta conquistar Oz nuevamente, con la ayuda de un muchacho Munchkin, Kiki Aru. Mientras tanto, es el cumpleaños de Ozma y todos los ciudadanos de Oz están buscando el más inusual regalo para la pequeña princesa. Este libro fue publicado un mes después de la muerte de Baum. |       |                             |               |      |                  |
| | 14    | Glinda de Oz                | John R. Neill | 1920 | Reilly & Lee     |
| Dorothy, Ozma y Glinda intentan detener una guerra en el país Gillikin. Este fue el último libro de Oz escrito por Baum y fue publicado póstumo. La mayoría de los críticos concuerdan en que es el libro de Oz más oscuro, probablemente debido a la ya debilitada salud de su autor. |       |                             |               |      |                  |